# عبدالیه دیاکیت
عبدالیه دیاکیت (انگلیسی: Abdelaye Diakité؛ زادهٔ ۸ ژانویهٔ ۱۹۹۰) بازیکن فوتبال اهل مالی است.
از باشگاه‌هایی که در آن بازی کرده‌است می‌توان به باشگاه فوتبال گوریتسا، باشگاه فوتبال لو آور، و باشگاه فوتبال پارما اشاره کرد.
وی همچنین در تیم ملی فوتبال زیر ۲۰ سال فرانسه بازی کرده‌است.